# Marsfelde
Marsfelde ist eine Wüstung, die sich in der Gemarkung von Gieboldehausen im Landkreis Göttingen in Niedersachsen befindet.

## Lage
Die Siedlung und ihre Gemarkung befanden sich etwa zwei Kilometer südlich von Gieboldehausen und zwei Kilometer nördlich von Rollshausen im Bereich des Zusammenflusses von Hahle, Ellerbach und Suhle. Die historische Gemarkung reichte im Westen bis nach Wollbrandshausen, im Norden bis zum Wüstungsort Bönnikeshausen im Ellertal, im Osten bis zum Wüstungsort Jakobshagen und im Süden bis Rollshausen. Höchste Erhebung im Umfeld ist der Marsfelder Berg mit 190 m ü. NHN.

## Geschichte der Wüstung
Seit der römischen Kaiserzeit um 300 n. Chr. war der Ort kontinuierlich besiedelt. Die schriftliche Ersterwähnung erfolgte im Jahr 1033 als Marsuelde oder Marsvelde. Die Namensherkunft leitet sich vermutlich von Marsch für flaches und Niederungsland ab. Vom 12. bis 14. Jahrhundert wurden verschiedene Herren von Marsfeld genannt, Hermann 1183, Theoderikus 1206, 1331 und 1372.
In älterer Zeit scheint der Ort dem Stift Gandersheim gehört zu haben, 1389 gibt Sifart von Bültzingslöwen zwei Hufen Lehnsland dem Stift zurück. Im gleichen Jahr schenkt er ein Vorwerk in Marsfelde dem Kloster Teistungenburg. 1466 belehnt der Erzbischof von Mainz Friedrich von Linsingen mit Gütern unter anderem auch in Marsfelde.
Anfang des 15. Jahrhunderts gab es etwa 15 Wohnstätten in Marsfelde mit der Kirche St. Marien. Bald darauf wurde der Ort aufgegeben, die Bewohner zogen überwiegend nach Gieboldehausen und auch nach Rollshausen. 1539 kam es zu einem Streit zwischen den Marsfeldischen Erben in Gieboldehausen und Rollshausen wegen der Weiderechte in der Wüstung. Der Zehnt in Marsfelde wurde 1840 gegen eine Geldzahlung abgelöst.
Nach 1889 wurde die Trasse der Bahnstrecke Duderstadt-Wulften durch die Gemarkung gebaut. In den 1950er Jahren siedelten sich wieder zwei Bauernhöfe in der Flur des ehemaligen Ortes an.